# Ewen McKenzie
Ewen James Andrew McKenzie (Melbourne, 21 giugno 1965) è un ex rugbista a 15 e allenatore di rugby a 15 australiano, pilone, campione del mondo 1991 con gli Wallabies, dal 2009 al 2013 tecnico dei Reds, formazione professionistica di Super Rugby che sotto la sua guida ha vinto il suo primo titolo professionistico nel 2011, e nel 2013 designato C.T. della Nazionale, ruolo ricoperto per circa un anno fino alle sue clamorose dimissioni avvenute nell'ottobre 2014 a seguito di indiscrezioni giornalistiche e un'inchiesta interna della Federazione rugbistica australiana circa una sua presunta relazione con la team manager della Nazionale e il comportamento di alcuni giocatori responsabili di avere diffuso speculazioni al riguardo.

## Biografia
Pilone, benché nativo di Melbourne (Victoria) ebbe il suo sviluppo di carriera nel Queensland, prima di diventare professionista nel 1996 e militare nella franchise di Canberra dei Brumbies, con i quali disputò la finale del Super 12 1997.
Nel suo percorso dilettantistico figura pure un biennio speso in Francia al P.U.C., club universitario parigino.
Esordì in Nazionale australiana nel 1990 a Sydney nel corso del primo di una serie di tre test match contro la Francia e disputò contro la Nuova Zelanda la Bledisloe Cup di quell'anno.
A seguire, fu presente nella selezione che prese parte alla Coppa del Mondo di rugby 1991 in Inghilterra: scese in campo in cinque incontri di tale torneo, compresa la finale vinta 12-6 a Twickenham proprio contro i padroni di casa inglesi che laureò gli Wallabies campioni del mondo.
Titolare fisso, tanto da divenire il pilone australiano con più presenze internazionali, McKenzie fu convocato anche per la Coppa del Mondo di rugby 1995 in Sudafrica, dove tuttavia l'Australia si fermò ai quarti di finale.
Divenuto professionista nel 1996 spese un biennio nella franchise dei Brumbies, nei quali fu presente fin dal primo incontro del Super Rugby; nel 1997 si ritirò e disputò il suo ultimo incontro internazionale, il 12 luglio a Sydney contro l'Inghilterra.
Dopo il ritiro entrò nello staff tecnico degli Wallabies, dapprima con Rod Macqueen (con cui vinse la Coppa del Mondo di rugby 1999 in Galles) e poi con Eddie Jones (con cui giunse alla finale della Coppa del Mondo di rugby 2003 disputata in Australia), nel 2004 fu ingaggiato dalla franchise di Sydney degli Waratahs, formazione che riuscì a portare alla finale di Super Rugby nel 2005 e 2008 (in entrambi i casi sconfitta dai Crusaders) e alla semifinale nel 2006 (eliminata dagli Hurricanes).
Esonerato nel 2008 perché il suo gioco era giudicato «troppo conservatore» nonostante i risultati conseguiti sul campo, rilevò, in coppia con il francese Christophe Dominici, la panchina dello Stade français lasciata libera da Fabien Galthié; il sodalizio durò tuttavia una sola stagione, perché già all'inizio del campionato 2009-10 la coppia McKenzie-Dominici fu licenziata dal presidente del club parigino Max Guazzini; l'addio di McKenzie fu molto polemico, con accuse verso Guazzini di gestire un club solamente in ottica commerciale senza alcun riguardo agli aspetti tecnici.
Tornato in Australia, il responsabile della federazione rugbistica del Queensland Rod McCall, già compagno di squadra di McKenzie sia nella rappresentativa di Stato che negli Wallabies, gli affidò la conduzione della franchise professionistica dei Reds, condotta nel Super 14 2010 al quinto posto assoluto, a soli tre punti dai play-off; nella stagione successiva McKenzie condusse la squadra alla vittoria finale nel Super Rugby, la prima in assoluto da professionista.
Dopo le dimissioni di Robbie Deans dalla panchina di C.T. dell'Australia a seguito della sconfitta nella serie contro i British Lions nel 2013; a McKenzie fu offerto l'incarico di guidare la Nazionale; dopo soli 15 mesi, tuttavia, si dimise dall'incarico per via di una polemica che coinvolse alcuni giocatori e il ruolo della team manager da lui scelta.
Da giocatore vanta anche due inviti nei Barbarians, per altrettanti incontri disputati nel 1993, contro Leicester e un XV della Nuova Zelanda.

## Palmarès

### Giocatore
- Coppe del mondo: 1
Australia: 1991

### Allenatore
- Super Rugby: 1
Reds: 2011